# طایفه (مجموعه تلویزیونی)
طایفه (لهستانی: Klan) یک مجموعه تلویزیونی احساسی لهستانی است که از ۲۲ سپتامبر ۱۹۹۷ تاکنون در حال پخش است. این مجموعه بیش از ۴٬۵۴۲ قسمت داشته و طی روزهای دوشنبه تا پنجشنبه، ساعت ۶ بعداز ظهر پخش می‌شود.
وقایع سریال دربارهٔ خانوادهٔ چند نسلیِ «لوبیچ» در ورشو است.

## بازیگران
- پیوتر چیرووس
- زیگمونت کنستوویچ
- آگنیشکا وُسینسکا
- لِـسواف ژورک
- ایزابلا ترویانوفسکا
- سوزانا فون ناتوزیوس
- پائولینا هولتز
- تادئوش رُس
- آگنیشکا کوتولانکا
- رادوسواف کائیم
- استانیسواف باناشوک
- وویچیخ کالاروس
- داریوش شیاستاچ
- مونیکا گوژجیک
- توماش اشتوکینگر
- ماگدالنا کاتسپشاک
- آندژی نیمیرسکی
- کاتاژینا تلائوکا
- هالینا بِدناش
- بئاتا اُلگا کووالسکا
- مونیکا آمبروژاک
- پیوتر نواک
- یان مونچکا
- یانوش اونوفروویچ
- ماگدالنا امیلیانوویچ
- چسواف لاسوتا
- کریستینا رودکوفسکا-اوله‌ویچ
- یاتسک بورکوفسکی
- پاوئو توخولسکی
- الکساندر بدناش
- یان الکساندروویچ-کراسکو
- پیوتر بوروفسکی
- یوآنا کوپینسکا
- ماچئی کویافسکی
- باربارا وائوکوونا
- میخاو رولنیتسکی
- آندژی پیشچاتوفسکی
- هوبرت زدونیاک
- آرتور یانوشاک
- ماچئی دانتسویچ
- پشمیسواف کاچینسکی
- پیوتر شِـیکا
- یانوش بوکوفسکی
- ماچئی میکووایچیک
- داریوش کوردِک
- آنیتا یانچا
- کریستینا کوئوجِـیچیک
- گژگوش کووالچیک
- ماگدالنا کوتا
- آنا ماتیشاک
- والدمار بواشچیک
- ماوگوژاتا اوستروفسکا-کرولیکوفسکا
- ادیتا خِربوش
- آنا یانوخا
- روبرت چبوتار
- نوربرت راکوفسکی
- کاژیمیش مازور
- آنا وویتون
- بئاتا مای-دونبال
- داریوش شپاکوفسکی
- باربارا لائوکس
- وویچیخ چروینسکی
- امیلیان کامینسکی
- آرتور جورمان
- ایلونا خوینوفسکا
- داریوش یاکوبوفسکی
- زبیگنیف لِـشِنی
- میخاو لِشِنی
- یوآنا ژووکوفسکا
- مارتینا کلیشفسکا
- لئون خارِویچ
- مارتا کلوبوویچ
- کاتاژینا پیرشچونیک
- میخاو برایتن‌والد
- کشیشتف تینیـِتس
- میخاو شفچیک
- میخاو کولا
- هالینا روویتسکا
- استانیسواف برودنی
- کاژیمیش ویسوتا
- یان پیه‌خوچینسکی
- داریوش بیسکوپسکی
- تادئوش بروفسکی
- یولانتا ژوئوموفسکا
- آنا گورنوستای
- یاتسک کاوالتس
- مارچین سُسنوفسکی
- لخ واتوتسکی
- ساوا فاوکوفسکا
- دوروتا ناروشویچ
- یژی بونچاک
- کارولینا پُرکاری
- آگنیشکا روبوتکا-میخالسکا
- کاتاژینا ژلینسکا
- بئاتا بوچک-ژارنتسکا
- یوآنا بندا
- یژی کاماس
- والدمار چیشاک
- ماچئی اوروئوش
- کامیلا سالوروویچ
- یوآنا مورو
- پاوئو کلشچ
- کشیشتف یانچار
- میه‌چیسواف مورانسکی
- وویچیخ متسفالدوفسکی
- مونیکا کشیفکوفسکا
- ماگدالنا گناتوفسکا
- استانیسواف نیوینسکی
- رناتا پنکول
- رناتا برگر
- کارول اشتراسبورگر
- مارچین ترونسکی
- یولانتا مروتک
- لخ دیبلیک
- کاتاژینا وانیفسکا
- کارولینا آدامچیک
- میکلای کراوچیک
- ماریوش زانیفسکی
- گراژینا ماژتس
- آگنیشکا ماتیسیاک
- سیلویا ویسوتسکا
- باربارا ژیلینسکا
- الژبیتا کیوفسکا
- اِوا کوزیک-فلورچاک
- ماگدالنا مازور
- میلنا لیشتسکا
- مارک لواندوفسکی
- گژگوش وُنس
- کاتاژینا وانیفسکا
- دوروتا کامینسکا
- آندژی استژلتسکی
- ایزابلا کونا
- لائورا وونچ
- هانا بینیشوویچ
- مایا بارئوکوفسکا
- مونیکا اوبارا
- آنا چیترو
- ماگدالنا وُوِیکو
- رافائو کرولیکوفسکی
- تاتینا سوسنا-سارنو
- میخاو میلوویچ
- پشمیسواف سادوفسکی
- سزاری مورافسکی
- مونیکا مروزوفسکا
- آدا فی‌یاو
- مونیکا دریل
- اِوا کانیا
- یوآنا کوروفسکا
- آنا بوروویتس
- آنا ایبرسر
- کاتاژینا ژاک
- رافائو زاویروخا
- سزاری ژاک
- یوآنا پوکویسکا
- کاتاژینا بارگیه‌ووسکا
- کاتاژینا زاوادسکا
- آگنیشکا شینکیه‌ویچ
- الکساندر میکووایچاک
- ماگدالنا گورسکا
- گابریلا اوبربک
- کایا پاسخالسکا
- کاتاژینا کووِچک
- بئاتا خروشچینسکا
- آگنیشکا کاویورسکا
- گژگوش میشتال
- سواوومیرا وژینسکا
- پیوتر رنکاویک
- یان ویچورکوفسکی
- رافائو چیه‌شینسکی
- پیوتر میازگا
- الژبیتا یاروشیک
- آلدونا اورمان
- ویتولد دنبیتسکی
- ایزابلا دونبروفسکا
- یولیا وینیاوا
- دومینیکا کلوژنیاک
- کاتاژینا کویاتکوفسکا
- بئاتا فیدو
- یرژی ماتاووفسکی
- یاتسک روزنک
- پیوتر پرنگوفسکی
- کارولینا پیخوتا
- اُلگا ساژینسکا
- مارتا والشیاک
- دانوتا کووالسکا
- دانوتا بورسوک
- الکساندرا نیشپیلاک
- الژبیتا یندژیفسکا
- سیلویا گلیوا
- آنتونی پاولیتسکی
- تادئوش خودتسکی
- اِوا شیکولسکا
- الکساندرا وژنیاک
- زبیگنیف وودتسکی
- سیلوستر ماچیفسکی
- الکساندرا چِـیِک
- ماریا مامونا
- اُلگا بوریس
- کاتاژینا گلینکا
- یاتسک کاوُتسکی
- ماریا کِـلِـیدیش
- آندژی گرابارچیک
- آندژی آندژیفسکی